# Johan Cederbielke
Johan Rudberus, adlad Cederbielke, född 30 april 1677 i Lidköping, död 9 september 1752 på Wårby, var en svensk jurist och ämbetsman.

## Biografi
Johan Rudberus var son till prosten på Läckö Jonas Rudberus och Maria Carlberg, och dotterson till Johan Börjesson Carlberg. Han var först auskultant vid Svea hovrätt där han så småningom steg till advokatfiskal och assessor. Han blev lagman  i Vänersborgs läns lagsaga 1718, lagman i Värmlands lagsaga 1719. Lagman i Västmanlands och Dalarnas lagsaga 1719.  1723 blev han lagman i Södermanlands lagsaga. 1728 utsågs Cederbielke till justitiekansler, på vilken tjänst han stannade till 1736, när han befordrades till landshövding i Västmanlands län.
Rudberus adlades år 1718 och lär enligt Anreps ättartavlor ha fått sitt namn Cederbielke genom att han skulle ha vaktat en medlem av ätten Bielke som skulle ha suttit frihetsberövad. Ätten introducerades på nummer 1562. År 1731 upphöjdes Cederbielke till friherre men tog i den rangen aldrig introduktion.
Cederbielke var gift två gånger. Hans enda efterkommande, dottern Agneta Maria som gifte sig Hierta, föddes i första äktenskapet som han ingick med en dotter till assessorn i Bergskollegium Olof Strobill.

### Övriga källor
- Gabriel Anrep, Svenska adelns Ättar-taflor
- http://www.adelsvapen.com/genealogi/Cederbielke_nr_1562